# 玉利祐助
玉利 祐助（たまり ゆうすけ、1965年4月2日 - ）は、北海道出身の映画監督。

## 略歴
助監督として井上昭、前田陽一、神山征二郎などの時代劇からウルトラマンまで幅広い作品に参加した後、会田誠を題材とした「≒（ニアイコール）会田誠～無気力大陸」で監督デビュー。劇映画畑出身である玉利は、独自のこだわりでこのドキュメンタリーに取り組んだ。
2009年には「健康マージャン」を題材にした記録映画『少子超高齢化する現代社会における「健康マージャン」の社会性の報告』を制作、本作は5年間に及ぶ100時間を超える素材から、記録された大量の時間を再構成して、時代の変化していく様を観客とともに共有することにより、現代社会に最も求められている、世代間のコミュニケーションツールとしての健康マージャンの可能性を観客とともに検証し、その答えを追体験した観客に求めたもので、この作品は第18回高崎映画祭アートドキュメンタリー特集での招待上映を始め、全国各地の映画館、美術館などで公開上映された。
アーティストグループ「昭和40年会」との交遊、コラボレーションがある。